# Selección de fútbol de Sri Lanka
La selección de fútbol de Sri Lanka (en cingalés: ශ්‍රී ලංකා පාපන්දු කණ්ඩායම, en tamil: இலங்கை தேசிய கால்பந்து அணி) es el equipo representativo del país en las competiciones oficiales. Llamada selección de Ceilán hasta 1972, no ha tenido grandes logros deportivos en el fútbol a nivel internacional. Es miembro de FIFA y de la AFC.
Fue subcampeona de la Copa Desafío de la AFC 2006 perdiendo en la final ante Tayikistán por 4-0.

## Historia
La Federación fue fundada en el año 1939 bajo el nombre de Ceilan y disputó su primer partido internacional el 1 de marzo de 1952 frente a la India, donde perdieron 2:0. En ese mismo año consiguieron afiliarse a la FIFA. Después de dos años más, en 1954 con la fundación de la AFC tuvieron que afiliarse a la confederación. En 1964, se enfrentó en un amistoso histórico contra la Selección de Alemania Democrática denominada Alemania Oriental, donde sería la primera vez en que Sri Lanka se enfrenta con una selección europea, en donde perdieron por un sorprendente marcador 1:12, la peor derrota de la selección en su historia y este sería el mejor resultado para Alemania Democrática. En el año 1968 participó en la eliminatorias a los Juegos Olímpicos de 1968 donde se enfrentó al que era campeón de la Copa Asiática, Israel perdiendo en los dos partidos definitivos por 7:0 y 4:0 retirándose directamente de la competición, en 1972, la República cambio el nombre de Ceilán a Sri Lanka con lo cual la selección cambio nombre en la membresía FIFA; más tarde se retirarían de los procesos clasificatorios a los mundiales de 1974 y 1978 por tener otros compromisos previamente asumidos. Cabe destacar que desde el mundial de 1954 a la actualidad Sri Lanka no logró clasificar a ningún mundial y ni a una copa asiática fallando en todos los procesos clasificatorios a dichos torneos.
A partir de 1993, participaría en las ediciones del Campeonato de la SAFF organizado por la AFC, donde en las primeras ediciones. Se jugó con sistema de liga obteniendo el subcampeonato en 1993 y siendo campeones en 1995 donde fueron anfitriones de ahí en la ediciones de 1999, 2003, 2005, 2011 fueron eliminados en primera fase, aunque también logró llegar a las semifinales de las ediciones de 2008 y 2015. En 2006 participó en la Copa el desafío de la AFC donde llegaron a la final del torneo perdiendo 4:0 con Tayikistán y quedando con el subcampeonato para las ediciones de 2008 y 2010 quedaron eliminados en fase de grupos y en las restantes 2012 y 2014 no clasificó y a partir de 2016 la AFC abrió un nuevo torneo la copa solidaridad de la AFC donde participan selecciones de menor nivel, reemplazando a la copa el desafío de la AFC en su primer debut en el torneo quedaron eliminados en primera ronda perdiendo dos partidos y empatando uno definitivamente.

## Últimos partidos y próximos encuentros
Actualizado al último partido jugado el 10 de junio de 2025
| Fecha      | Ciudad   | Local     | Resultado      | Visitante          | Competición                      |
| ---------- | -------- | --------- | -------------- | ------------------ | -------------------------------- |
| 17-10-2023 | Colombo  | Sri Lanka | 1:1            | Yemen              | Eliminatorias Copa Mundial 2026  |
| 22-03-2024 | Colombo  | Sri Lanka | 0:0            | Papúa Nueva Guinea | FIFA Series 2024                 |
| 25-03-2024 | Colombo  | Sri Lanka | 2:0            | Bután              | FIFA Series 2024                 |
| 05-09-2024 | Colombo  | Sri Lanka | 0:0            | Camboya            | Clasificación Copa Asiática 2027 |
| 10-09-2024 | Nom Pen  | Camboya   | 2:2 (2:4 pen.) | Sri Lanka          | Clasificación Copa Asiática 2027 |
| 10-10-2024 | Rangún   | Birmania  | 2:0            | Sri Lanka          | Partido amistoso                 |
| 13-10-2024 | Rangún   | Birmania  | 0:0            | Sri Lanka          | Partido amistoso                 |
| 16-11-2024 | Al Khor  | Sri Lanka | 1:0            | Yemen              | Partido amistoso                 |
| 19-11-2024 | Doha     | Yemen     | 2:0            | Sri Lanka          | Partido amistoso                 |
| 20-03-2025 | Vientián | Laos      | 1:2            | Sri Lanka          | Partido amistoso                 |
| 25-03-2025 | Bangkok  | Tailandia | 1:0            | Sri Lanka          | Clasificación Copa Asiática 2027 |
| 05-06-2025 | Bangkok  | Brunéi    | 0:1            | Sri Lanka          | Partido amistoso                 |
| 10-06-2025 | Colombo  | Sri Lanka | 3:1            | China Taipéi       | Clasificación Copa Asiática 2027 |

## Estadísticas

### Copa Mundial de Fútbol
| Copa Mundial de Fútbol | Copa Mundial de Fútbol  | Copa Mundial de Fútbol  | Copa Mundial de Fútbol  | Copa Mundial de Fútbol  | Copa Mundial de Fútbol  | Copa Mundial de Fútbol  | Copa Mundial de Fútbol  |
| Año                    | Ronda                   | J                       | G                       | E                       | P                       | GF                      | GC                      |
| ---------------------- | ----------------------- | ----------------------- | ----------------------- | ----------------------- | ----------------------- | ----------------------- | ----------------------- |
| 1930 - 1950            | No existía la selección | No existía la selección | No existía la selección | No existía la selección | No existía la selección | No existía la selección | No existía la selección |
| 1954 - 1990            | No participó            | No participó            | No participó            | No participó            | No participó            | No participó            | No participó            |
| 1994                   | No clasificó            | No clasificó            | No clasificó            | No clasificó            | No clasificó            | No clasificó            | No clasificó            |
| 1998                   | No clasificó            | No clasificó            | No clasificó            | No clasificó            | No clasificó            | No clasificó            | No clasificó            |
| 2002                   | No clasificó            | No clasificó            | No clasificó            | No clasificó            | No clasificó            | No clasificó            | No clasificó            |
| 2006                   | No clasificó            | No clasificó            | No clasificó            | No clasificó            | No clasificó            | No clasificó            | No clasificó            |
| 2010                   | No clasificó            | No clasificó            | No clasificó            | No clasificó            | No clasificó            | No clasificó            | No clasificó            |
| 2014                   | No clasificó            | No clasificó            | No clasificó            | No clasificó            | No clasificó            | No clasificó            | No clasificó            |
| 2018                   | No clasificó            | No clasificó            | No clasificó            | No clasificó            | No clasificó            | No clasificó            | No clasificó            |
| 2022                   | No clasificó            | No clasificó            | No clasificó            | No clasificó            | No clasificó            | No clasificó            | No clasificó            |
| 2026                   | No clasificó            | No clasificó            | No clasificó            | No clasificó            | No clasificó            | No clasificó            | No clasificó            |
| Total                  | 0/23                    | -                       | -                       | -                       | -                       | -                       | -                       |

### Copa Asiática
| Copa Asiática  | Copa Asiática  | Copa Asiática  | Copa Asiática  | Copa Asiática  | Copa Asiática  | Copa Asiática  | Copa Asiática  |
| Año            | Ronda          | J              | G              | E              | P              | GF             | GC             |
| Como Ceilán    | Como Ceilán    | Como Ceilán    | Como Ceilán    | Como Ceilán    | Como Ceilán    | Como Ceilán    | Como Ceilán    |
| -------------- | -------------- | -------------- | -------------- | -------------- | -------------- | -------------- | -------------- |
| 1956           | Se retiró      | Se retiró      | Se retiró      | Se retiró      | Se retiró      | Se retiró      | Se retiró      |
| 1960           | Se retiró      | Se retiró      | Se retiró      | Se retiró      | Se retiró      | Se retiró      | Se retiró      |
| 1964           | Se retiró      | Se retiró      | Se retiró      | Se retiró      | Se retiró      | Se retiró      | Se retiró      |
| 1968           | Se retiró      | Se retiró      | Se retiró      | Se retiró      | Se retiró      | Se retiró      | Se retiró      |
| 1972           | No clasificó   | No clasificó   | No clasificó   | No clasificó   | No clasificó   | No clasificó   | No clasificó   |
| Como Sri Lanka |                |                |                |                |                |                |                |
| 1976           | Se retiró      | Se retiró      | Se retiró      | Se retiró      | Se retiró      | Se retiró      | Se retiró      |
| 1980           | No clasificó   | No clasificó   | No clasificó   | No clasificó   | No clasificó   | No clasificó   | No clasificó   |
| 1984           | No clasificó   | No clasificó   | No clasificó   | No clasificó   | No clasificó   | No clasificó   | No clasificó   |
| 1988           | No participó   | No participó   | No participó   | No participó   | No participó   | No participó   | No participó   |
| 1992           | No participó   | No participó   | No participó   | No participó   | No participó   | No participó   | No participó   |
| 1996           | No clasificó   | No clasificó   | No clasificó   | No clasificó   | No clasificó   | No clasificó   | No clasificó   |
| 2000           | No clasificó   | No clasificó   | No clasificó   | No clasificó   | No clasificó   | No clasificó   | No clasificó   |
| 2004           | No clasificó   | No clasificó   | No clasificó   | No clasificó   | No clasificó   | No clasificó   | No clasificó   |
| 2007           | No participó   | No participó   | No participó   | No participó   | No participó   | No participó   | No participó   |
| 2011           | No clasificó   | No clasificó   | No clasificó   | No clasificó   | No clasificó   | No clasificó   | No clasificó   |
| 2015           | No clasificó   | No clasificó   | No clasificó   | No clasificó   | No clasificó   | No clasificó   | No clasificó   |
| 2019           | No clasificó   | No clasificó   | No clasificó   | No clasificó   | No clasificó   | No clasificó   | No clasificó   |
| 2023           | No clasificó   | No clasificó   | No clasificó   | No clasificó   | No clasificó   | No clasificó   | No clasificó   |
| 2027           | Por disputarse | Por disputarse | Por disputarse | Por disputarse | Por disputarse | Por disputarse | Por disputarse |
| Total          | 0/18           | -              | -              | -              | -              | -              | -              |

## Torneos regionales

### Campeonato de la SAFF
| Campeonato de la SAFF | Campeonato de la SAFF | Campeonato de la SAFF | Campeonato de la SAFF | Campeonato de la SAFF | Campeonato de la SAFF | Campeonato de la SAFF | Campeonato de la SAFF |
| Año                   | Ronda                 | J                     | G                     | E                     | P                     | GF                    | GC                    |
| --------------------- | --------------------- | --------------------- | --------------------- | --------------------- | --------------------- | --------------------- | --------------------- |
| 1993                  | Subcampeón            | 3                     | 1                     | 1                     | 1                     | 4                     | 2                     |
| 1995                  | Campeón               | 3                     | 2                     | 1                     | 0                     | 5                     | 3                     |
| 1997                  | Semifinales           | 4                     | 2                     | 0                     | 2                     | 6                     | 3                     |
| 1999                  | Fase de grupos        | 2                     | 0                     | 1                     | 1                     | 2                     | 3                     |
| 2003                  | Fase de grupos        | 3                     | 1                     | 1                     | 1                     | 3                     | 3                     |
| 2005                  | Fase de grupos        | 3                     | 0                     | 0                     | 3                     | 1                     | 5                     |
| 2008                  | Semifinales           | 4                     | 2                     | 1                     | 1                     | 5                     | 3                     |
| 2009                  | Semifinales           | 4                     | 2                     | 0                     | 2                     | 9                     | 7                     |
| 2011                  | Fase de grupos        | 3                     | 1                     | 0                     | 2                     | 4                     | 6                     |
| 2013                  | Fase de grupos        | 3                     | 1                     | 0                     | 2                     | 6                     | 15                    |
| 2015                  | Semifinales           | 3                     | 1                     | 0                     | 2                     | 1                     | 7                     |
| 2018                  | Fase de grupos        | 2                     | 0                     | 1                     | 1                     | 0                     | 2                     |
| 2021                  | Fase de grupos        | 4                     | 0                     | 1                     | 3                     | 2                     | 5                     |
| 2023                  | Sancionada            | Sancionada            | Sancionada            | Sancionada            | Sancionada            | Sancionada            | Sancionada            |
| Total                 | 13/14                 | 41                    | 13                    | 7                     | 21                    | 48                    | 64                    |

### Copa Desafío de la AFC
| Copa Desafío de la AFC | Copa Desafío de la AFC | Copa Desafío de la AFC | Copa Desafío de la AFC | Copa Desafío de la AFC | Copa Desafío de la AFC | Copa Desafío de la AFC | Copa Desafío de la AFC |
| Año                    | Ronda                  | J                      | G                      | E                      | P                      | GF                     | GC                     |
| ---------------------- | ---------------------- | ---------------------- | ---------------------- | ---------------------- | ---------------------- | ---------------------- | ---------------------- |
| 2006                   | Subcampeón             | 6                      | 4                      | 1                      | 2                      | 7                      | 2                      |
| 2008                   | Fase de grupos         | 3                      | 0                      | 0                      | 3                      | 1                      | 9                      |
| 2010                   | Fase de grupos         | 3                      | 1                      | 0                      | 2                      | 4                      | 7                      |
| 2012                   | No clasificó           | No clasificó           | No clasificó           | No clasificó           | No clasificó           | No clasificó           | No clasificó           |
| 2014                   | No clasificó           | No clasificó           | No clasificó           | No clasificó           | No clasificó           | No clasificó           | No clasificó           |
| Total                  | 3/5                    | 12                     | 5                      | 1                      | 7                      | 12                     | 18                     |

### Copa Solidaridad de la AFC
| Copa Desafío de la AFC | Copa Desafío de la AFC | Copa Desafío de la AFC | Copa Desafío de la AFC | Copa Desafío de la AFC | Copa Desafío de la AFC | Copa Desafío de la AFC | Copa Desafío de la AFC |
| Año                    | Ronda                  | J                      | G                      | E                      | P                      | GF                     | GC                     |
| ---------------------- | ---------------------- | ---------------------- | ---------------------- | ---------------------- | ---------------------- | ---------------------- | ---------------------- |
| 2016                   | Fase de grupos         | 3                      | 0                      | 1                      | 2                      | 2                      | 5                      |
| Total                  | 1/1                    | 3                      | 0                      | 1                      | 2                      | 2                      | 5                      |

## Palmarés
- Campeonato de la SAFF (1): 1995

## Entrenadores
- Neville Abeyagunawardane (1952)[2]
- A.W. Musafer (1954)[3][2]
- Neville Abeyagunawardane (1964)[4]
- Burkhard Pape (1978–1983)[5][6]
- Subhani Hassimdeen (1988)[7]
- Jorge Ferreira (1995)[8]
- Marcos Ferreira (2000–2004)[8][9][10]
- Sampath Perera (2004–2006)[10][11]
- Jang Jung (2006–2008)[12][13][14][15]
- Sampath Perera (2009)
- Mohamed Amanulla (2010)[16][17][18]
- Jang Jung (2010–2012)[19]
- Sampath Perera (2012–2013)
- Claudio Roberto (2013)[20]
- Nikola Kavazović (2014–2015)[21][22]
- Sampath Perera (2015–2016)
- Dudley Steinwall (2016–2017)[8][23][24]
- Nizam Pakeer Ali (2018–2020)
- Amir Alagić (2020–2022)[25]
- Andy Morrison (2022–2024)[26]
- Abdullah Al-Mutairi (2024-presente)

## Jugadores

### Última convocatoria
| No. | Pos. | Jugador                  | Fecha de nacimiento (edad)         | Apa. | Goles | Club                |
| --- | ---- | ------------------------ | ---------------------------------- | ---- | ----- | ------------------- |
| 1   | POR  | Weerasinghe Sujan Perera | 18 de julio de 1992 (33 años)      | 32   | 0     | Club Eagles         |
| 22  | POR  | Prabath Ruwan            | 19 de junio de 1993 (32 años)      | 4    | 0     | Air Force SC        |
| 23  | POR  | Danushka Rajapaksha      | 17 de mayo de 1993 (32 años)       | 0    | 0     | New Young's         |
|     |      |                          |                                    |      |       |                     |
| 2   | DEF  | Duckson Puslas           | 4 de abril de 1990 (35 años)       | 14   | 0     | T.C. Sports Club    |
| 3   | DEF  | Reef Peries              | 30 de octubre de 2001 (23 años)    | 0    | 0     | Woking FC           |
| 4   | DEF  | Charitha Rathnayake      | 26 de diciembre de 1992 (32 años)  | 17   | 1     | Chennai City        |
| 5   | DEF  | Asikur Rahuman           | 31 de diciembre de 1993 (31 años)  | 17   | 1     | Defenders FC        |
| 12  | DEF  | Harsha Fernando          | 21 de noviembre de 1992 (32 años)  | 16   | 0     | Air Force SC        |
| 17  | DEF  | Sunil Roshan Appuhamy    | 6 de julio de 1993 (32 años)       | 3    | 0     | Defenders FC        |
| 18  | DEF  | Chamod Dilshan           | 11 de marzo de 1997 (28 años)      | 1    | 0     | Colombo FC          |
| 19  | DEF  | Chathuranga Madushan     | 9 de agosto de 1993 (31 años)      | 1    | 0     | Up Country Lions SC |
|     |      |                          |                                    |      |       |                     |
| 6   | MED  | Kavindu Ishan            | 17 de octubre de 1992 (32 años)    | 30   | 1     | Up Country Lions SC |
| 7   | MED  | Marvin Hamilton          | 8 de octubre de 1988 (36 años)     | 1    | 0     | Whitehawk           |
| 8   | MED  | Ahmed Waseem Razeek      | 13 de septiembre de 1994 (30 años) | 4    | 2     | Berlín AK 07        |
| 10  | MED  | Zohar Mohamed Zarwan     | 23 de abril de 1996 (29 años)      | 16   | 1     | Colombo FC          |
| 11  | MED  | Dillon De Silva          | 18 de abril de 2002 (23 años)      | 2    | 0     | QPR                 |
| 14  | MED  | Mohamed Fazal            | 10 de abril de 1990 (35 años)      | 17   | 1     | Blue Star SC        |
| 15  | MED  | Chalana Chameera         | 10 de enero de 1993 (32 años)      | 16   | 0     | Colombo FC          |
| 16  | MED  | Jude Suman               | 30 de julio de 1998 (26 años)      | 13   | 0     | Renown              |
|     |      |                          |                                    |      |       |                     |
| 9   | DEL  | Mohamed Aakib            | 26 de junio de 2000 (25 años)      | 10   | 2     | Colombo FC          |
| 13  | DEL  | Mohamed Musthaq          | 16 de diciembre de 1998 (26 años)  | 1    | 1     | Up Country Lions SC |
| 20  | DEL  | Nipuna Bandara           | 17 de julio de 1991 (34 años)      | 20   | 2     | Air Force SC        |
| 21  | DEL  | Mohammadu Fasal          | 30 de abril de 1990 (35 años)      | 14   | 1     | Colombo FC          |

## Récord ante otras selecciones
Actualizado al 25 de marzo de 2025.
| Selección              | J   | G  | E  | P   | GF  | GC  | GD   | Efectividad |
| ---------------------- | --- | -- | -- | --- | --- | --- | ---- | ----------- |
| Afganistán             | 8   | 1  | 1  | 6   | 6   | 17  | −11  | 25.00       |
| Alemania Democrática   | 1   | 0  | 0  | 1   | 1   | 12  | −11  | 00.00       |
| Arabia Saudita         | 3   | 0  | 0  | 3   | 0   | 9   | −9   | 00.00       |
| Baréin                 | 2   | 0  | 0  | 2   | 0   | 4   | −4   | 00.00       |
| Bangladés              | 20  | 5  | 2  | 13  | 15  | 30  | −15  | 25.00       |
| Birmania               | 9   | 3  | 1  | 5   | 10  | 20  | −10  | 28.57       |
| Bután                  | 8   | 6  | 0  | 2   | 20  | 5   | +15  | 71.43       |
| Brunéi                 | 2   | 2  | 0  | 0   | 6   | 1   | +5   | 100.00      |
| Camboya                | 5   | 1  | 2  | 2   | 4   | 12  | −8   | 33.33       |
| Catar                  | 3   | 0  | 0  | 3   | 0   | 9   | −9   | 00.00       |
| China                  | 2   | 0  | 0  | 2   | 2   | 4   | −2   | 00.00       |
| Corea del Norte        | 3   | 0  | 0  | 3   | 0   | 8   | −8   | 00.00       |
| Corea del Sur          | 3   | 0  | 0  | 3   | 0   | 19  | −19  | 00.00       |
| Filipinas              | 4   | 1  | 1  | 2   | 5   | 9   | −4   | 50.00       |
| Guam                   | 1   | 1  | 0  | 0   | 5   | 1   | +4   | 100.00      |
| Hong Kong              | 1   | 0  | 0  | 1   | 0   | 5   | −5   | 00.00       |
| India                  | 19  | 2  | 5  | 12  | 13  | 32  | −19  | 11.11       |
| Indonesia              | 6   | 0  | 1  | 5   | 6   | 29  | −23  | 33.33       |
| Irán                   | 2   | 0  | 0  | 2   | 0   | 11  | −11  | 00.00       |
| Japón                  | 3   | 0  | 0  | 3   | 0   | 16  | −16  | 00.00       |
| Jordania               | 1   | 0  | 0  | 1   | 1   | 2   | −1   | 00.00       |
| Kirguistán             | 1   | 0  | 0  | 1   | 1   | 4   | −3   | 00.00       |
| Laos                   | 8   | 3  | 2  | 3   | 13  | 11  | +2   | 28.57       |
| Líbano                 | 5   | 1  | 0  | 4   | 6   | 18  | −12  | 25.00       |
| Lituania               | 2   | 0  | 1  | 1   | 0   | 2   | −2   | 00.00       |
| Macao                  | 3   | 1  | 1  | 1   | 4   | 2   | +2   | 66.66       |
| Malasia                | 10  | 1  | 0  | 9   | 7   | 36  | −29  | 10.00       |
| Maldivas               | 20  | 2  | 9  | 9   | 16  | 38  | −22  | 10.00       |
| Mongolia               | 2   | 1  | 0  | 1   | 3   | 2   | +1   | 50.00       |
| Pakistán               | 19  | 8  | 4  | 7   | 31  | 25  | +6   | 75.00       |
| Nepal                  | 17  | 6  | 7  | 4   | 25  | 19  | +6   | 37.50       |
| Omán                   | 3   | 0  | 1  | 2   | 1   | 14  | −13  | 00.00       |
| Palestina              | 1   | 0  | 0  | 1   | 0   | 2   | −2   | 00.00       |
| Papúa Nueva Guinea     | 1   | 0  | 1  | 0   | 0   | 0   | 0    | 33.33       |
| Singapur               | 5   | 1  | 0  | 4   | 6   | 15  | −9   | 20.00       |
| Seychelles             | 4   | 1  | 1  | 2   | 5   | 8   | −3   | 25.00       |
| Sudán                  | 1   | 0  | 0  | 1   | 0   | 1   | −1   | 00.00       |
| Siria                  | 3   | 0  | 0  | 3   | 0   | 17  | −17  | 00.00       |
| Tayikistán             | 4   | 0  | 1  | 3   | 3   | 11  | −8   | 00.00       |
| Tailandia              | 8   | 0  | 0  | 8   | 2   | 23  | −21  | 00.00       |
| Timor Oriental         | 1   | 1  | 0  | 0   | 3   | 2   | +1   | 100.00      |
| Turkmenistán           | 6   | 0  | 1  | 5   | 2   | 12  | −10  | 00.00       |
| Emiratos Árabes Unidos | 8   | 0  | 0  | 8   | 3   | 35  | −32  | 00.00       |
| Uzbekistán             | 2   | 0  | 0  | 2   | 0   | 9   | −9   | 00.00       |
| Vietnam                | 4   | 0  | 3  | 1   | 6   | 7   | −1   | 00.00       |
| Yemen                  | 4   | 1  | 1  | 2   | 2   | 6   | −4   | 25.00       |
| Total                  | 248 | 48 | 46 | 154 | 233 | 574 | −341 | 24.83%      |